# Història de la sociologia
La història de la sociologia recull el pensament de la sociologia des de l'antiguitat fins avui dia, especialment des de la seva consideració com a disciplina d'estudi al segle xix. L'origen de la sociologia s'emmarca en un context definit pels aclaparadors canvis propiciats per les dues grans revolucions que tingueren lloc a Europa durant el segle xviii i el segle xix. La Revolució Francesa assenyala el triomf d'idees i valors seculars com la llibertat i la igualtat sobre l'ordre tradicional (les ciències i les realitats s'independitzen de la religió). La segona gran revolució començà a Gran Bretanya a finals del segle xviii, fou la Revolució Industrial: un ampli espectre de transformacions socials i econòmiques que envoltà el desenvolupament d'innovacions tecnològiques com l'energia de vapor i les maquinàries que propulsava. L'auge industrial produeix un enorme desplaçament de llauradors cap a les fàbriques de les ciutats, el que generà una ràpida expansió d'àrees urbanes i propicià noves relacions laborals.
La demolició de les formes de vida tradicionals feu que els pensadors acceptaren el desafiament de desenvolupar noves interpretacions tant del món social com del món natural, partint de la constatació d'una existència autònoma de la societat, com a realitat concreta i com a categoria del pensament.
La sociologia va adquirir validesa al llarg del segle xix com a expressió científica del positivisme d'Auguste Comte, i va assolir la maduresa amb la sociologia marxista i les obres d'Émile Durkheim (que derivarien en el funcionalisme) i Max Weber (que derivarien en l'interaccionisme).

## Apunts historiogràfics
Segons Donald N. Levine (Visions of the Sociological Tradicion, 1995), Occident ha tingut cinc maneres d'explicar la història de la sociologia, degut a la concepció mateixa que adquireix la sociologia a cada època.
- història positivista: l'esquema és reprès normalment dels treballs de Park i Burgess (1921) i explica l'origen de la sociologia a partir d'una acumulació progressiva de coneixements objectius, és a dir, és una narrativa que va de la filosofia sociològica a la sociologia positiva.[1][2]
- història pluralista: l'esquema es reprèn normalment dels treballs de Sorokin (1928) i es desdiu de la lògica evolucionista per a proposar diversos punts d'on parteix la sociologia fins a arribar a la seva institucionalització on apareixen els diversos corrents de pensament.[1][2]
- història sintètica: l'esquema el va proposar Parsons (1937) i prova de conciliar la lectura positivista amb la pluralista.[1][2]

És a partir dels anys 1960 que es reprenen els estudis sociològics gràcies al trasllat de molts intel·lectuals als EUA. Llavors la sociologia pren realment aspecte d'allò que se li confereix avui.
- història humanista: l'esquema es reprèn de la lectura de Nisbet (1966) i mira d'acostar-se a l'humanisme, la seva història i les humanitats, de manera que la història de la sociologia ja no parteix de punts focals diversos o dispersos i tampoc no és el progressiu camí d'un canvi de mentalitat propiciat per la Il·lustració. La història de la sociologia comença, si fa no fa, al segle xix perquè és llavors quan es comença a fer realment sociologia o en tot cas quan hi ha intents evidents de fundar una disciplina acadèmica dita sociologia.[1]

La història de la sociologia des d'un punt de vista humanista ha estat molt majoritàriament represa després de la Segona Guerra Mundial. Avui es tendeix a explicar el naixement de la sociologia a través d'un punt més conciliador que sigui capaç d'entendre la importància de cada lectura, bé pluralista, bé sintètica o bé humanista.
De tot, Gouldner proposa a partir dels anys 1970 de fer un diagnòstic crític sobre la sociologia,
- història contextualitzada: segons Gouldner totes les lectures anteriors no compten amb el context d'època i, si el reprenem, la sociologia és al cap i a la fi un instrument ideològic adaptat a les necessitats de cada època, de manera que si calgués fer-ne una lectura històrica podríem dir que la sociologia com a ciència existeix, però ha estat sempre instrumentalitzada pel poder. Altrament dit, la història de la sociologia seria la "història de l'adaptació del pensament sociològic a la ideologia dominant" [traducció].[1]

Aquesta dimensió contextualitzada d'Alvin W. Gouldner és a subratllar. La sociologia, en tant que acceptada com a disciplina acadèmica d'estudi de la societat, és una realitat recent, gairebé un fet polític o acció política. En efecte, Auguste Comte, qui li fa adquirir validesa, escriu inicialment un tractat polític, més que un assaig epistemològic que vulgui contribuir a definir una ciència en naixement. I, de fet, la sociologia sempre ha patit d'aquesta barreja entre política i ciència. L'encert de la lectura humanística i pluralista és posar l'accent sobre la inquietud embrionària d'estudiar la societat, més que contribuir a un debat polític, com el comtià, on sociologia esdevé instrument d'estudi dels individus en societat, en profit d'un règim polític acabat d'instaurar-se.

## Fins al s. XVIII: inquietud embrionària sobre la societat

### Edat antiga i mitjana
Abans no es constituís una disciplina acadèmica que estudiés la societat, la idea només d'estudiar la societat era impensable. Durant molt de temps l'home comú o en societat no és objecte d'estudi perquè no és important. L'interès generalitzat és fer història dels fets memorables o gestes de cada monarca. S'editen llistes de reis, es posa l'accent sobre batalles guanyades, etc. L'home en societat no és objecte d'estudi perquè l'interès és enaltir el monarca i el seu poder diví. És a dir, com que el monarca té dret diví, no paguen les cerques i és preferible no atendre l'home en societat. Al cap i a la fi l'home en societat és un súbdit.
Malgrat això, de l'Antiguitat fins al segle xviii a Europa, com fora d'aquest continent, diversos intel·lectuals elaboren les primeres reflexions sobre la societat, sense voler fundar cap ciència a banda que estudiï la societat. És en l'àmbit de la filosofia que s'inquieten per primer cop per la societat. La qüestionen, es fan preguntes sobre el seu entorn, pregunten a l'entorn mateix, etc. Exemple d'això Confuci (Analectes) a l'Àsia que replanteja el seu entorn i n'elabora una teoria de l'estat ideal sota uns valors ultraconservadors. També és el cas d'Aristòtil o de Plató que posen per escrit tot un corpus amb què a més d'interrogar-se sobre la societat on vivien, es deslliguen del pensament mític i posen en marxa els embrions d'allò que esdevé la ciència segles més endavant. És d'hàbit citar igualment a alguns filòsofs com Hípies d'Elis, Protàgores, Pròdic de Ceos, Trasímac de Calcedó o Gòrgies, però, segons Claude Giraud, bona part dels seus textos ens han arribat de forma fragmentada i no podem donar-los per reflexions sociològiques.
Al Llevant la Història de la Humanitat d'Ibn Khaldun també conforma al segle xiv un primer abordatge sociològic. L'autor, segons Lilia Ben Salem, interroga el seu present, el seu passat i retreu als historiadors d'època de dedicar-se a fer història de noms, de llistes de reis. Els retreu de no voler explicar els fets tal com eren, ni de voler entendre les causes reals que provocaren dits fets. Per a Ibn Khaldun cal estudiar la societat, que implícitament vol dir fer sociologia, per a entendre els esdeveniments passats. Amb tot això l'obra de Khaldun té el mèrit d'haver desenvolupat els conceptes de canvi social i conflicte social. D'haver-se interessat per la vida nòmada i sedentària, a més de desenvolupar conceptes com ara cohesió social.
Anotem, a banda, com al segle xiii, Ma Duanlín, historiador xinès, subratlla l'existència de dinàmiques socials subjacents a l'evolució històrica dins la seva enciclopèdia, Wenxian Tongkao.
A Europa i en període medieval, dos autors es destaquen freqüentment. Sant Tomàs d'Aquino i Sant Agustí haurien tingut certa preocupació per la societat, i, n'haurien esbossat conducte morals, acceptades o no pel cànon catòlic. No són pas estudis científic, més aviat dissertacions filosòfiques, sempre emmarcades dins el pensament cristià.

### Edat moderna
Montesquieu és igualment considerat com a pioner en sociologia, si més no així mateix el presenta R. Aron. Som lluny de tenir una ciència que estudiï la societat, però les aportacions, molts cops de caràcter filosòfic, d'autors del Renaixement i de la Il·lustració ja poden considerar-se properes a la sociologia perquè analitzen la societat per a proposar solucions, sovint idealistes, que resolguin el seu present. Això vol dir que també a l'Edat moderna no hi ha sociologia, però sí inquietuds embrionàries sobre la societat.
Dit això, allò que distingeix el període modern del medieval i l'antic és el canvi de perspectiva. A l'Antiguitat s'hi ha de proposar forçosament una explicació pluralista dels esdeveniments perquè no hi ha cap intencionalitat ni res semblant a una ciència de la societat. Això sí, apreciem aquí com allà, és a dir, a Europa com fora d'aquesta, que existeix ja una certa mirada cap a la societat, malgrat no sigui normativa, ni desitjada pels règims d'època. L'Edat moderna, per tant, posa en marxa una explicació diferent, un rumb distint a les vivències anteriors. És a dir, d'ençà que cal obligatòriament fixar-se en Europa i abandonar la lectura pluralista perquè factualment, la sociologia neix d'una acumulació progressiva de coneixements a l'Europa que va veure néixer i desenvolupar-se el moviment humanista que clou d'alguna manera en la Il·lustració.

#### El Renaixement a Europa
El Renaixement aconsegueix durant aquest període un canvi de mentalitats importantíssim que fa sorgir la sociologia al segle xviii. Els canvis enormes en l'àmbit científic que es duen a terme amb les descobertes de Kepler, Galileu i Copernic, condueixen, junt amb el moviment humanista, a posar l'home al centre dels debats i, per tant, deixar de banda mica en mica l'esperit teològic i adoptar una actitud antropocèntrica. Això va modificar els fonaments i els marcs mateixos del pensament i va fer emergir una societat del cientifisme. Cal considerar que els treballs en astrologia i les expedicions europees cap a l'Àfrica, l'Índia i Amèrica, significaren un canvi de mentalitat important en haver de considerar tot seguit que el món no és pla, però rodó.
Amb aquest context de fons John Locke, Jean Jacques Rousseau o Thomas Hobes es poden considerar com a precursos de la sociologia perquè, com Montesquieu, fan una anàlisi antropocèntrica de la societat i, després, proposen en els seus camps respectius (economia, política, filosofia, etc) d'establir unes normes per a regir la societat. R. Aron subratlla que Montesquieu havia "examinat primer els homes i he trobat [Montesquieu] que, dins aquesta diversitat infinita de lleis i de valors morals, [la societat] no es deixa portar per fantasies" [trd.]. I, això, novament, és el producte de l'escolàstica amb personatges com Ramon Llull o Tomàs d'Aquino que separen fortament el món terrenal i el celestial. La querella esdevinguda a l'edat mitjana mateixa on el Sacre Imperi Romà es disputa totes dues esferes amb el Papat constitueix un precedent per a separar la religió de l'estat.

#### La Il·lustració a Europa
Separació de la religió de l'estat, d'un banda, i posada en valor de l'home com a ésser pensant i capaç de menar la societat sense haver de donar compte de res a un paternalisme cristià, d'altra banda, el segle xviii es torna amb aquest recorregut un cultiu important de coneixement que finalment esclata amb la Revolució Francesa i regira de dalt a baix l'Antic Règim. És llavors que es donen les condicions i Auguste Comte mira de contribuir a aquest canvi de panorama amb la formació d'una ciència a banda que estudiï la societat. Emmanuel-Joseph Sièyes hi dona nom: sociologia.
L'arribada de la Il·lustració significa la formació d'una elit intel·lectual que fa cerques científiques o medita filosòficament i això anirà a favor de la sociologia. Sense això no hi hauria hagut cap sociologia, però encara i així aquesta lectura és incompleta. Cal tenir igualment present que les poques exploracions exteriors promouen uns primers treballs en antropologia. L'antropologia ja és un tipus de reflexió que s'adreça únicament a l'ésser humà. És una ciència que estudia l'home cultural i això aleshores significava anar-se'n a l'Àfrica, a l'Índia o a Amèrica a estudiar-hi pobles indígenes. Tenim una lectura força racista on les pràctiques i costums d'aquestes poblacions es tornen sinònim de poc civilitzades.
Sociòlegs com antropòlegues fan exactament la mateixa cosa. Estudien l'home cultural i en societat. Tanmateix, els esdeveniments a Europa justifiquen de cara a aquesta elit intel·lectual la formació d'una ciència a banda que estudiï l'home en societat, la qual cosa significa realment estudiar els europeus i tot país industrialitzat. La Revolució Francesa és per a Auguste Comte prou motiu per a iniciar una nova etapa en el coneixement. A través de la Llei dels tres estadis justifica la creació de la sociologia que es dedicaria a estudiar l'home social perquè, amb una mirada etnocèntrica, allò que succeïa a França i que va estendre's a Europa, era forçosament un esdeveniment mundial, que vol dir, extensible a l'Àfrica o l'Àsia, tot i que la industrialització va inundar Amèrica del nord i Europa, no va ser així per la resta del planeta.
D'aquesta forma es creen dues disciplines científiques a banda. Una primera dedicada a l'estudi de l'home cultural i, una altra, dedicada a estudiar l'home social. La divisòria, però, és encara contestada avui. Molts indrets del món no coneixen la sociologia, sinó que fan antropologia de la societat. A banda, el període està marcat per una reflexió general sobre el contracte social. Ara, un primer veritable sociòleg fou Giambattista Vico, el qual marca dins la filosofia de la història un impacte notable a la societat i empeny a diverses lectures evolucionistes que deriven en la Llei dels tres estadis d'Auguste Comte. L'economia, per la seva banda, com a ciència, també es va formant i autors com ara David Hume i Adam Smith contribueixen a fundar les ciències socials.

## Del 1790 al 1890: els fundadors
Al segle xix la Revolució Industrial accelera els canvis socials encetats per la Revolució Francesa. S'aboleix el sistema de classes amb l’accés a la democràcia liberal, la industrialització canvia totes les lletres de l’alfabet en una nova organització social. Tot això motiva autors com ara Karl Marx, Tocqueville o Auguste Comte a estudiar la societat. Així al segle xix la sociologia s'estructura com a ciència. És a dir, s'elaboren teories sobre la societat, sobre el seu comportament, es fan estadístiques, etc.

### Auguste Comte
Auguste Comte va ser el primer a proposar la sociologia com a estri per a descriure amb lleis i mètode com funcionava la societat, més enllà de troballes o síntesis individuals. La sociologia mateixa no pot explicar-se sense aquests canvis perquè, com anota Raimon Bonal, president de l’Associació Catalana de Sociologia, “la sociologia no és possible sense el conflicte i la interpretació conseqüent del canvi social”.
Els teòrics d'aquesta època estaven marcats pel positivisme i per l'intent d'aplicar a l'ésser humà i el seu entorn les troballes de les ciències naturals. L'enfocament, en conseqüència, era sobretot quantitatiu i empíric, amb la inducció per establir tendències socials explicatives. A finals de segle va sorgir una reacció contra aquesta visió, posant l'èmfasi en la interpretació i no en la simple acumulació de dades i evolucionant cap a paradigmes més qualitatius, com per exemple Georg Simmel.
L’inquited més abundant pels autors d’època és l’ordre social i el capitalisme. Per exemple, Edmund Burke, Loyis René Villermé o Karl Marx.

#### L’academicisme i el mètode científic
Vers el final de segle obren les primeres societats i revistes de sociologia (Berthelot, 1991). L’obertura de societat científiques, és a dir, d’escoles de recerca científica va ajudar al sorgiment de la sociologia i fou possible per la desconnexió de molts científics de les acadèmies de recerca i coneixement fundades per la França del Rei Sol. No aplicar les estrictes normes de les acadèmies era passible d’exclusió. L'escolaritat era mal vista llavors. Santiago Valentí i Camp als Països Catalans fou exclòs i oblidat per manca d'estudis universitaris. Això indica un canvi evident de paradigma amb l’obertura de les societats de recerca i ciència. El català Manuel Sales i Ferré fou responsable d’haver obert a Madrid un dels primers instituts de sociologia al món.
Amb tot això es duen a terme les primeres enquestes, és a dir, s'aplica el mètode de recerca de la sociologia. Al segle XX l’enquesta com a mètode ja és habitual. De fet, d’enquestes ja se’n feien al segle xviii, però ara la intenció és sociològica.

### Karl Marx
Karl Marx és qui analitza més bé el capitalisme. Estudia la societat i la seva relació amb l’economia. En treu que l’economia fa la societat. Així, segons escriu, una societat capitalista es regeix per unes forces de producció que procreen unes relacions de producció concretes que deriven en l’alienació de la població. Seria un procés a la baixa en quant a riquesa perquè el gruix de la població treballa per afavorir una superestructura dominada per la figura del burgès. És una anàlisi determinista, però Marx fou el primer a fer sociologia aportant-hi contingut.
En aquest període hi ha una gran tendència a voler combatre el deisme i tot allò metafísic. És així perquè els primers sociòlegs es neguen a acceptar la idea, potser determinista, de la individualitat innata. L’home seria social com també individu. Tocqueville contribueix moltíssim al batibull d’idees. Les temàtiques abordades en fan un sociòleg més, però caldria desar-lo al calaix dels qui estudien l’orde social amb el seu treball relatiu a la Revolució Francesa.

### Herbert Spencer i evolucionisme
Herbert Spencer va ser un dels sociòlegs i filòsofs més populars i influents del segle xix. Comença a escriure com a reacció a Comte i Marx, després d'això s'inspira dels escrits de Charles Darwin per a reformular les ciències socials dins el darwinisme social. El spencerisme postula que la lluita per la vida en l'espècie humana és l'estat natural de les coses i per això és la font del progrés i de la millora de l'ésser humà. Amb aquesta lectura esbiaixada de Darwin, publica el The Study of Sociology l'any 1874. Malgrat que Spencer va aconseguir amb això girar un cert interès per la sociologia, l'Alemanya nazi utilitzarà més endavant el darwinisme social per a perpetrar l'Holocaust jueu. D'aquesta forma les teories de Spencer són ràpidament apartades i desconsiderades com a coneixement científic.

### Psicologia, societat i urbanisme
Tot just entrar a les primeres dècades del segle xix, Claude-Henri de Rouvroy de Saint Simon es proposa d’aplicar les ciències naturals a l’estudi de la societat i a la psicologia. La seva intenció era contribuir a fundar la psicologia social, avui una combinatòria i subbranca de totes dues assignatures acadèmiques.
Henri de Rouvroy comparteix les tesis positivistes sobre l’abandó de la fase mística i religiosa. Per això es persuadeix que la societat industrial, terme collit del seu mateix vocable, suplantarà la societat estamental i el seus nobles.
La contribució que fa aleshores en el camp de la sociologia, posarà les bases de les teories de l’estratificació social. Per tant, en paral·lel a la sociologia, també va néixer la psicologia social.

#### Ildefons Cerdà i Sunyer
Als Països Catalans Ildefons Cerdà i Sunyer fou durant meitat del segle xix capdavanter en sociologia. Amb Teoría general de la urbanización (1867) elabora el primer i veritable estudi sociològic sobre urbanisme. És un treball que analitza la ciutat de Barcelona plenament.

## Institucionalització de la sociologia
El segle xx va viure la separació de la sociologia en corrents metodològics divergents: el funcionalisme, l'interaccionisme simbòlic, el constructivisme social, la teòrica crítica o la desconstrucció, entre d'altres, mentre alguns teòrics continuaven en el camí del positivisme. Aquests corrents sovint no són exclusius de la sociologia, sinó que beuen d'altres ciències, en una visió més interdisciplinària.
Com a temes, continuen explorant-se els del segle precedent però sorgeixen noves preocupacions, com els grups socials, la contracultura, la transmissió de valors i normes i configuracions socials diferents a les tradicionals.

### L’escola francesa
L’any 1903 Henri Haudser afirma que les “ciències socials estan esgarrigosament de moda” [trd.]. En efecte, en poques setmanes tan solament, la sociologia es fa lloc entre intel·lectuals francesos amb figues con Durkheim, Tarde o Worms.
Diversos factors ho fan possible sobs Charles-Henry Cuin i François Greste:
- refundació de l’escola als 1880 amb classes de ciències socials
- finançament privat en sociologia

Als 1890 no hi havia encara cap institut que difongués sociologua i René Worms crea la Revue Internationbale de Sociologie (1893), l’Ibstitut Internacional de Sociologia i Arxius Sociològics (1894), i la Societat de Socioligia dd París (1985).
René no assoleix anar més enllà i instaurar la sociologia per manca d’actualització i cal esperar la contribució de Durkheim.

#### Émiles Durkheim
Els treballs d’Émiles Durkheim són cabdals per a l’establiment de la sociologia com a assignatura a banda. És el responsable d’haver-la institucionalitzat, fer-la entrar en universitats i servir-se’n com a eina científica.
A Les règles de la méthode sociologique (1895) n’aporta el primer mètode de recerca. Professionalitza la disciplina acadèmica i contribueix a democratitzar el coneixement. Dona doncs fonaments epistemològics a la sociologia, a pesar d’una rebuda escèptica que s'explica per un context transitori entre l’economia agrària i la industrial. Els seus treballs foren dominants fins a la Primera Guerra Mundial. El funcionalisme és un dels corrents més importants de la sociologia.
Durkheim considerava que la societat com a fenomen existeix amb independència de la consciència que en tinguem. Per tant, és un objecte més que pot analitzar-se a través de la ciència. Aquest holisme va ser bàsic per a la publicació de Le Suicide, on aconsegueix demostrar i despertar l’interès per la sociologia.
Finalment, al voltant de la revista sobre sociologia que publica l’any 1898 hi treballaran Marcel Mauss, Maurice Halbwachs, Paul Fauconnet, François Simiand, etc.

### L’escola alemanya
La sociologia alemanya coneix un destí diferent i independent de l’escola francesa. Una gran part dels sociòlegs alemanys s'oposa als sociòlegs francesos a causa de l’anàlisi a fer de la societat a nivell metodològic. Per als segons objectivar els fenòmens socials per a esbrinar-ne les causes no és prioritari, sinó que posen per davant entendre el fenomen.
Aquesta discrepàcia fonamenta l’existència de dues línies:
- un hol·lisme metodològic (alemany); deriva en la sociologia comprensiva
- un individualisme metodològic (francès)

La sociologia alemanya estava menys marcada llavors per figures de gran relleu i s'havia estructurat més tard amb relació a França. Era associada igualment a ciències polítiques. Tot això explica els punts de vista dispars, tot i que hi havia publicacions sociològiques a l’Alemanya de Bismarck, amb traduccions de Spencer o Comte.
A la pràctica la sociologia francesa sempre ha estat molt conservadora i, alhora, l’època era a les discrepàncies entre tots dos països.

#### Max Weber
Max Weber, com ara Durkheim, també va contribuir a dotar la sociologia de mètode i a institucionalitzar-la gràcies al seu treball de definició de conceptes sociològics bàsics, que vol significar, donar unes línies directives i bàsiques per a fer operativa la sociologia.
El filòsof estudia l’activitat social mitjançant l’hol·lisme metodològic. És a dir, no es desdiu del materialisme històric (marxista), però matisa que les relacions a la societat les determinen grups o lobis variats, no únicament una classe dominant. Serien interessos contraposats en conflicte. A la vegada el consum determina, amb la propietat, les relacions i interessos dels grups socials.
L’arrel d’aquest anàlisi prové del seu concepte de racionalització. Ens diu que tothom vetlla egoístament pels seus propis interessos. És una lògica matemàtica. Tot individu actua o coopera amb altres individus si el benefici final li és profitós. Així, cada individu aplica a les seves decisions, que vol dir indirectament comportaments, una ràtio de racionalitat.

### L’escola estatunidenca
L’organització i creació d’estudis sociològics a les universitats estatunidenques va tenir a veure amb unes condicions determinades que justificaren l’obertura, per exemple, de l’escola de Xicago a la primera post-guerra. La Guerra de Successió, el creixement espectacular de trusts amb el desenvolupament pronunciat de ciutats com ara Nova York i l’emergència de l’obrerisme fan que la sociologia s'assimili en aquest país a reformes.
S'hi duen a terme les primeres enquestes sociològiques per part de col·lectius filantrops, A. J. Todd escriu uns primers treballs a Theories of Social Progress, s'obre l’American Journal of Sociology (1895), es publiquen els primers manuals d’estudi (An Introduction to the Science of Sociology, A. Small), etc.
Albion Small, pare fundador de la sociologia estatunidenca, dona unes primeres consideraciobs sobre la línia general que agafarà la sociologia en aquest país:
”traduir la sociologia al llenguatge quotidià, de tal manera que (…) sigui o esdevingui (…) un mitjà per a fer entendre més bé les realitats socials (…) tot millorant d’aquesta forma l’organització de la promoció del benestar general” [trd.]. Albion Small, 1895. 
En direcció contrària a França i Alemanya, la sociologia s'institucionalitza ràpidament als EUA, tot prenent una intencionalitat pedagògica: l’any 1875 William Graham Summer ja ha donat la seva primera classe de “sociologia” a Yale. Al 1892 la sociologia ja s'ensenyava per 3a vegada a la universitat de Kanses i trobem l’assignatura a 17 universistats més, així com A. Small en crea un departament a la universitat de Xicago. Això va ser possible pel caire desentralitzat del país i per la influència de l'Oest Mitjà, amoïnat per coses quotidianes.
De totes, la sociologia estatunidenca es cursa inicialment; no hi va haver contribucions teòriques, fet que canvia amb el passatge del temps.

### A la resta de països europeus
A Bèlgica, Adoplhe Quételet es presenta com a figura fundadora malgrat que després d'ell, la sociologia en aquest país no va tenir molts deixebles o successors. Guillaume De Greef, sindicalista i sociòleg teòric del moviment obrer, n'és un. Aviat, la sociologia a Bèlgica es gira cap a problemes inudstrials que deriven en la creació d'un Institut de sociologia a la Universitat Nouvelle de Brussel·les l'any 1901, per sol·licitud de professionals de la indústria. Les investigacions s'hi portaren principalment sobre la condició de l'obrer i es feren amb el recolzament d'enquestes etnogràfiques.
A Rússia la sociologia hi neix amb un lligam ínimament connectat al context polític. La intel·ligèntsia, dividida en diferents grups, cerca models alternatius a un imperi conservador i poc procliu a les reformes. La ciència social, encoratjada pels intel·lectuals del país, estava tacada per la politització i això contravenia la neutralitat suposada amb què es van dur a terme els estudis sociològics a Rússia. La sociologia russa doncs es desenvolupa fora de Rússia i del seu context polític amb autors exiliats com ara Maksim Kovalensky o Pitirim Sorokin.
A Itàlia, ultra les aportacions de Giambattista Vico i de Cesare Beccaria al segle xviii, és en l'àmbit de l'escola positivista de la criminologia que s'hi poden trobar les premisses d'una ciència social a la italiana. El seu cap de fila, Cesare Lombroso, publica l'any 1876, L'Uomo delinquente, on defensa la tesi segons la qual la "delingqüència" [trd.] seria netament més freqüent en persones més corpolentes, cosa que demostraria el caire innat d'alguns comportaments. Els criminòlegs han rebutjat aquestes teories biologistes i les han tractades de darwinisme social.
Després de les contribucions d'Herbert Spencer, la sociologia acadèmica britànica no coneix en aquest paíss cap mena de resorgiment o continuïtat, talment com havia passat a molts altres països europeus. En canvi, probablement per l'empenta americana, hi ha voluntat d'utilitzar-la per a entendre els problemes de pobresa urbana i resoldre'ls. Se sol·licita la sociologia per a dur a terme polítiques socials des del final del segle xix. Per exemple, la "línia de pobresa" [trd.] de Benjamin Rowntree permet justificar la necessitat de crear ajudes d'Estat. Autors com ara Charles Booth, Patrick Geddes o Victor Branford varen elaborar teories sobre la planificació urbana o de les ciutats jardins, pernent inspieració d'enquestes que Frederic Le Play havia dirigit algunes decènies anteriors. Cap al canvi de segle xx, una sociologia liberal veu la llum al Regne Unit, sobretot amb Leonard Trelawny Hobhouse, primer professor britànic de sociologia d'Anglaterra l'any 1907, responsable de noves bases per al liberalisme, més social, fins i tot inspirador del futur estat del benestat britànic.
Una línia similar al Regne Unit és empresa als Països Catalans per Ildefon Cerdà que cap al final de segle es responsabilitza de l'Eixample de Barcelona davant els canvis industrials importants que viu la capital catalana. A més de ser un dels pares fundadors de l'urbanisme, va saber fer sociologia de l'urbanisme, amoïnant-se per ampliar la ciutat amb la població, no d'esquenes a aquesta. Josep Torras i Bages, Santiago Valentí i Camp i Jaume Balmes i Urpià encapçalen la sociologia als Països Catalans abans que la Guerra Civil Espanyola no n'estanqui la recerca. L'obra de Valentí i Camp suposa "un dels intents més clars de penetració d'una ciència sociològica, ben allunyada de tot el que significava la doctrina social de l'Església catòlica... a un coneixement positiu de la sociologia que feia front als dogmes i als irracionalismes" (T. Torns, 1989).

## Guerres i entre-guerres: de la consolidació a la maduresa

### Les afectacions de la Primera Guerra Mundial
A França, després de la guerra, les dificultats són enormes quan es tracta de continuar amb les línies d'investigació anteriors. A la mort de Durkheim (1917) existeix un estancament, revitalitzat als anys 1920 amb l'obertura d'una càtedra de sociologia a la Universitat d'Estrasburg per part de Maurice Halbwachs, la creació d'un Institut Francès de Sociologia per part de Marcel Mauss o la introducció la sociologia als programes escolars del país. El període el marquen Maurice Halbwachs i Célestin Bouglé.
Però, encara i aquestes dues figures, la manca de liderat i la conjuntura econòmica de post-guerra no permeten a la sociologia francesa desenvolupar-se realment. Es deixa de publicar l'anuari Années sociologique fins als anys 1930. La mort de Durkheim marca igualment l'aturada de la institucionalització de la disciplina a França, sobretot a les universitats. De mitjan 1920 fins l'alliberament del país de la pota nazzi, no es crea cap càtedra universitària ni cap institut d'investigació.
De forma generalitzada la situació és viscuda per tot Europa. Els principals nuclis generadors d'estudis sociològics com ara Anglaterra, Escòcia o França no llueixen. La causa d'això va ser a banda de la guerra, una absència d'institucionalització evident, un corrent potser massa anti-capitalista dels seus intel·lectuals, absència d'investigacions empíriques i una crisi econòmica galopant.
Als Països Catalans, Espanya o el País Basc la situació hi és similar. El poder polític que s'estableix amb la Guerra Civil Espanyola fa que la sociologia perdi el poc pes que tenia. Als Països Catalans es podria dir que era gairebé absent, però alguna se'n feia i això va aportar línies de recerca innovadores per a Castella.

#### La sociologia italiana
A Itàlia, deixant de banda les teories biologistes, V. Pareto es fa ressò a tot el bloc occidental d'Europa. No tots els autors consideren els seus treballs sociologia, però R. Aeron no hi posa veritablement dubtes. Se’l troba sovint en economia, que no deixa de ser una ciència social. Tanmateix, l’estudi del comportament humà i, especialment, la presa de decisions en el ciutadà, tot això traslladat a una escala macrosociològica, fa de V. Pareto l’autor a destacar en aquest entreguerres.
El sociòleg italià classifica les decisions en dos grans grups que va desglossant amb més permenuts. Hi haurà decisions lògiques i no lògiques, d’objectives i subjectives, racionals i sentimentals. L’espectre de decisions que Pareto desgrana va permetre tenir un quadre general del comportament social, millor que l’anàlisi racionalista de Max Weber.

### A Alemanya
Contràriament a França, l'entre-guerres marca un període de prosperitat per a la sociologia alemanya, tot i la dispersió ideològica i teòrica manifesta dels sociòlegs d'època alemanys. Prop de 40 càtedres universitàries introdueixen la sociologia entre l'any 1919 i 1933. Aquesta època veu un desenvolupament interessant de la sociologia: Max Scheler fa sociologia de la cultura, represa per Norbert Elias. És durant aquest període que neix igualment la sociologia del coneixement, figura principal de la qual va ser Karl Mannheim. L'entre-guerres també està marcat per reflexions importants en sociologia política (Robert Michels) i en sociologia de l'estratificació social i de les classes. Finalment, es formen grups d'intel·lectuals a Frankfort, els treballs dels quals, encara que força filosòfics, tenen força ressò.
L'any 1933 i a partir d'aquesta data, la sociologia desapareix per culpa del nazisme que en tanca el desenvolupament en territori propi.

### Als Estats Units
Als Estats Units, després de la Primera Guerra Mundial, s'hi veu un desenvolupament i una expansió del coneixement sociològic. La necessitat de fer propserar el país fa augmentar la sol·licitud de sociòlegs, dones com homes, el principal objectiu dels quals serà aconsellar en matèria de política social. Aquesta demanda se satisfà per la fuita de cervells europeus. La guerra porta molts sociòlegs a marxar d'Europa per les destrosses i s'instal·len als EUA, on poden fuguir del totalitarisme, com ara Pitirim Sorokin, sociòleg rus en exili l'any 1923 i responsable d'haver creat sis anys després d'arribar als EUA, el departament e sociologia de la Universitat Harvard.

#### Escola de Xicago
A la pràctica aquesta presència abundant de la sociologia als EUA es concreta en un debat politico-científic. L'Escola de Xicago n'acabarà perdent el prestigi.
En efecte, Evertt Hughes, empès pels treballs de Robert Park, obre l'escola de Xicago entre el 1920 i el 1930. Paral·lelament Talcot Parsons obre el corrent estructuralista funcional o funcionalista com a mètode d'investigació. Ateny el seu auge amb un dels seus deixebles, Robert K. Merton, però decau justament per polititzat. Se'l considera finalment una derivada del darwinisme social malgrat haver estat el mètode principal per als 30 anys que seguiren. Això es deu a un context polític, segons Claude Giraud, que determina l'esdevenir de la sociologia. El govern estatunidenc vol que es torni una eina indispensable per a l'estudi de la guerra, de la societat i que amb això esdevingui útil per a l'estat. L'intervencionisme estatal li farà perdre alè.
El contrapès a les explicacions funcionalistes, segons les quals tot té una funció a la societat, si en fem un resum sumari, fou l'Escola de Frankfurt. Després de la Segona Guerra Mundial, l'estat necessita més que un mètode, un a ciència que es faci valdre per l'empirisme per a poder donar resultats fiables. El funcionalisme perd el seu pes, però no pas els EUA que retornen amb mètodes empírics per a analitzar la societat.

## Després de la Segona Guerra Mundial: triomf estatunidenc i reconstrucció a Europa
El peu coix que Europa hereva de la Primera Guerra Mundial i l'ascens que fan els Estats Units cap al final del segle xix, porten la sociologia a una deslocalització important. Malgrat que a Europa s'hi fes sociologia com si la resta del món no existís, els EUA comencen a produir sociologia i en això acaben triomfant, tot desplaçant-hi el centre gravitacional. És justament per l'impuls estatunidenc que apareixeran nous noms a Europa com ara Jürgen Habermas a Alemanya, Pierre Bourdieu a França i Anthony Giddens a Anglaterra.
Després de la guerra la característica principal dels treballs acadèmics és l'aparició d'un moviment centrífug. Es fa sociologia de tot o gairebé tot. Fixem-nos-hi:
- Sociologia de la família
- Sociologia de la cultura
- Sociologia de la salut
- Sociologia de l'urbanisme, etc.

Tot seguint aquesta línia, fins entrat el segle xxi, la sociologia tendeix progressivament a fer microsociologia. S'ho mira tot a la lupa fins perdre la perspectiva.

### El triomf americà
El post-guerra és per als Estats Units un moment de desenvolupament important de la sociologia, vulgui ser per la seva institucionalització, vulgui ser per l'àmbit intel·lectual al seu voltant. L'escola de Xicago queda desplaçada i el centre gravitacional se'n va a Colúmbia, a la universitat de Michigan.
Els estudis que es realitzen tenen matèria per a dur-se a terme, si més no així mateix en parla Claude Giraud. El puristanisme americà dona pretext per a analitzar la societat més permenuradament. I, com que tot acaba a mans de l'estat, l'interès és entendre què impossibilita el procés de modernització del treball. Són camps generals que ens parlen de l'hegemonia que prenen els EUA en l'estudi de la sociologia.
Hegemonia que li permet posar en vigor certs paradigmes avui encara utilitzats. Sorgeix l'interaccionisme simbòlic, el funcionalisme i l'etnometodologia. Tres mètodes, tres maneres més d'estudiar-se la societat que s'afegeixen a la sociologia empírica i quantitativa de Paul Lazarsfeld i Samuel Stouffer.
Amb tot s'hi faran remarcar Talcott Parsons, Robert K. Merton, Herbert Blumer, Erving Goffman o Howard Becker.
Mentre el paradigma funcionalista encarnat per Talcott Parsons triomfa des del final dels anys 1940, la sociologia parsoniana es troba en declivi a partir dels anys 1960. Un dels primers a criticar l'imperialisme funcionalista va ser Charles Wright Mills a La imaginació sociològica. Una de les alternatives que troba al funcionalisme és l'interaccionisme, més credible, que coneix una revitalització tot començar els anys 1960 gràcies als treballs d'Everett Hughes, Howard Becker o Erving Goffman. Inspirat pels treballs d'Alfred Schütz i els internacionaltes, Harold Garfinkel desenvolupa des de mitjan dels anys 1950 una variant radical de l'interaccionisme simbòlic, l'etnometodologia, el punt de partida del qual és "la realitat social", "construcció permanent que no és aliena a l'individu". És font d'inspiració per a la sociologia constructivista de Peter Berger i Thomas Luckmann.

### Reconstrucció de la sociologia europea
La reconstrucció posterior a la guerra afavoreix a França el desenvolupament de les ciències econòmiques i de la demografia, fet que deixa de costat la sociologia. S'hi creen els primers centres de recollida de dades demogràfiques com ara l'Insée. Per a Charles-Henry Cuin i François Gresle, cal esperar fins al 1958 i el retorn dels governs de De Gaulle per a assistir a la tornada de la sociologia. En l'espai d'uns pocs anys, Raymond Aron crea un primer percurs de sociologia a la universitat de la Sorbona, així com tres de les revistes de sociologia més importants de França publiquen el seu primer número i diversos laboratoris, paral·lelament, es formen al voltant de la sociologia, tot contribuint així a redibuixar-ne el paisatge.
A Europa de forma generalitzada la sociologia pateix per les conseqüències deixades per la guerra i al Regne Unit, per exemple, la recerca en l'àmbit no aconsegueix emprendre una línia positiva d'investigacions i perd la teorització que posseïa. És únicament als anys 1960 que el país retorba l'aire amb l'arribada de nous sociòlegs com ara John Rex o John Goldthorpe. A Alemanya, per la seva banda, l'Escola de Frankfurt continua dominant els debats mentre que a Itàlia la tradició desapareix del tot i cal esperar als anys 1960 i 1970 per veure-hi un resorgir de la sociologia.
En països europeus on hi persistia la dictadura com ara Portugal o Espanya, la sociologia havia desaparegut completament i es mantenia a mans de l'Església catòlica. Els moviments que fan sorgir el maig del 1968 contribueixen a recol·locar la sociologia, però de forma general és una ciència desapareguda. Per això paga la pena posar especialment l'èmfasi en la publicació de Joan Fuster als Països Catalans, Nosaltres els valencians, on fa un retrat social dels catalans del sud en una època fosca de la Península.

## Del 1970 a avui dia
A partir dels anys 1970 el sorgiment de corrents diversos i la internacionalització de la disciplina fa impossible parlar d'escoles nacionals. Alhora amb l'aparició d'Internet es va prestar també atenció a les societats virtuals i com afectaven a la identitat.

### Internacionalització de la sociologia
A l'Índia, al Canadà, Quebec, Austràlia o Japó, la sociologia coneix des del final de la Segona Guerra Mundial una internacionalització important. A partir dels anys 1950 es desenvolupa fortament a l'Índia on s'institucionalitza. La societat de castes, l'organització de la societat, la família la urbanització i la religió s'uneixen en aquest país a temàtiques menys tradicionals com ara la cultura i el feminisme a l'Índia.
Als països comunistes les investigacions en el camp de la sociologia hi ralentiren degut al règim bolxevic que assimilava sociologia a ciència burgesa de manera que cal esperar als anys 1960 i 1970 per a veure-la de tornada. És el resultat de la política de desgel de Krutxev que no aconsegueix així i tot bandejar-la i quan cau el mur de Berlín, l'accés a la sociologia ja és més important i gairebé sistemàtic a tots els antics satèl·lits soviètics
A Amèrica del Sud els anys 1960 estan marcat per l'emergència d'una sociologia moderrna.
Els anys 1970 i 1980 queden marcat per la descolonització massiva que deixa lloc a noves tradicions sociològiques nacionals com ara a alguns països d'Àfrica, la temàtica principal dels quals és el colonialisme i la societat post-colonial.

### La nova modernitat
A partir dels anys 1980 la sociologia comença a estudiar la globalització en tant que nova modernitat. La societat hauria deixat de banda l'era industrial i ara viuria una era globalitzadora que caldria donar compte sociològicament.
Els punts de recerca es multipliquen amb més corrents. Tot tendeix a ser més a la lupa en quant a anàlisi. Robert K. Merton, Zygmunt Bauman, Jurgen Habermas, Anthony Giddens, Pierre Bourdieu o Niklas Luhmann formen part de les noves figures que aporten anàlisi i significat a tot el món que sorgeix de la globalització.

## Biografia
- Raymond Aron. Les etapes del pensament sociològic (Vol. 2). Barcelona: Herder, 1994.
- Karl Marx. Manuscrit economicofilosòfics. Barcelona: Edicions 62, 1991
- Charles Wright Mills. La imaginació sociològica. Barcelona: Herder, 1987
- Pierre Bourdieu. Per a una sociologia reflexiva. Barcelona: Herder, 1994.